# Oreše
Oreše (mazedonisch Ореше, alte Schreibweise bis 1945 Орѣше) ist ein Dorf im zentralen Teil der Republik Nordmazedonien, welches zur Gemeinde Čaška gehört. Die nächstgelegene Großstadt ist Veles.

## Geographie
Oreše liegt im zentralen Teil von Nordmazedonien. Die nächstgelegene Stadt ist Veles, welches etwa 50 km weit entfernt liegt. Das Dorf befindet sich im nördlichen Teil der historischen Landschaft Azot, welche auch Babunija genannt wird, angelehnt an den Babuna Fluss. Die Nachbardörfer von Oreše sind Bogomila, Papradište und Kapinovo. Nördlich des Dorfes erhebt sich das Bergmassiv Jakupica mit der Spitze Solunska Glava.

## Geschichte

### Osmanische Zeit

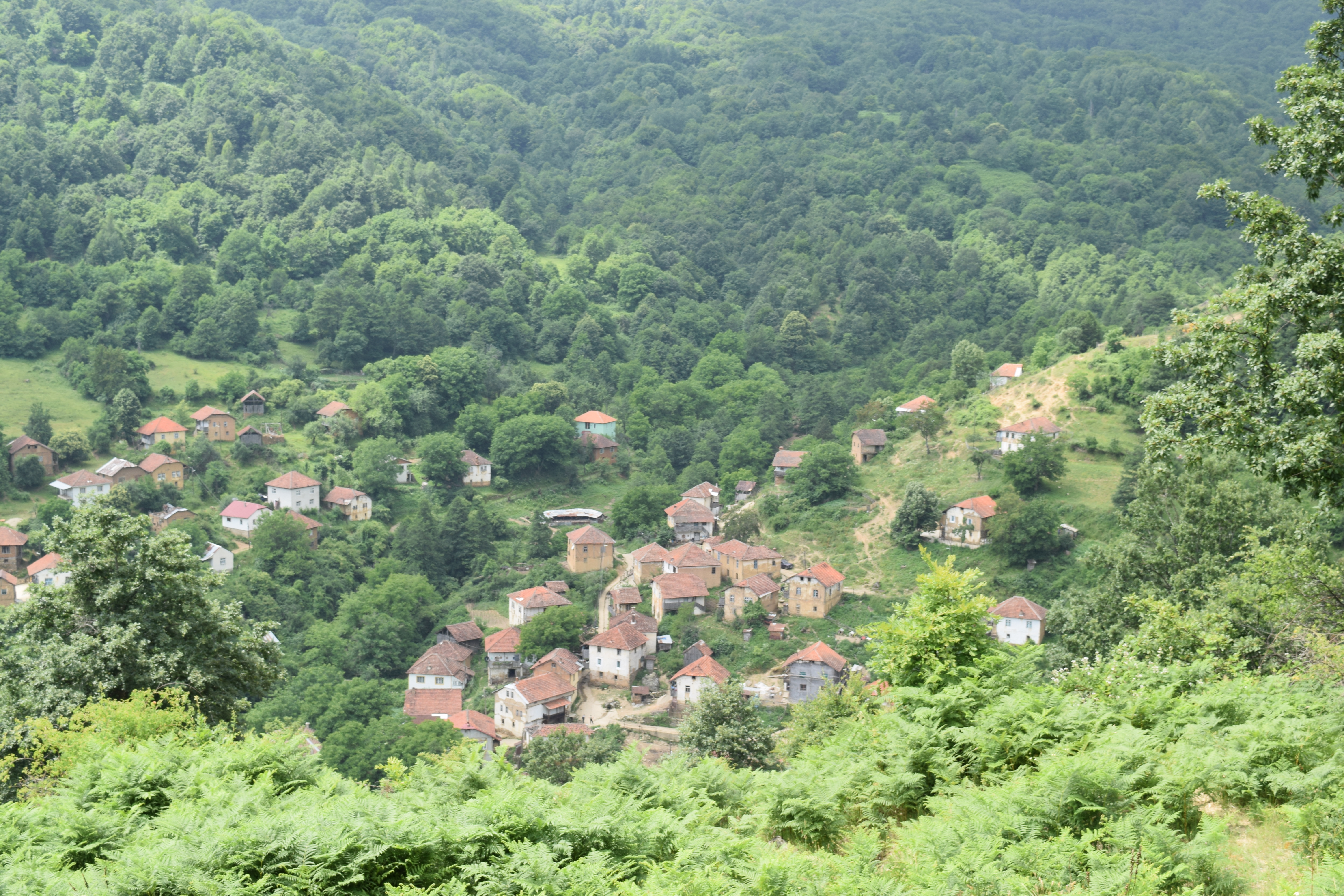
Blick auf Oreše

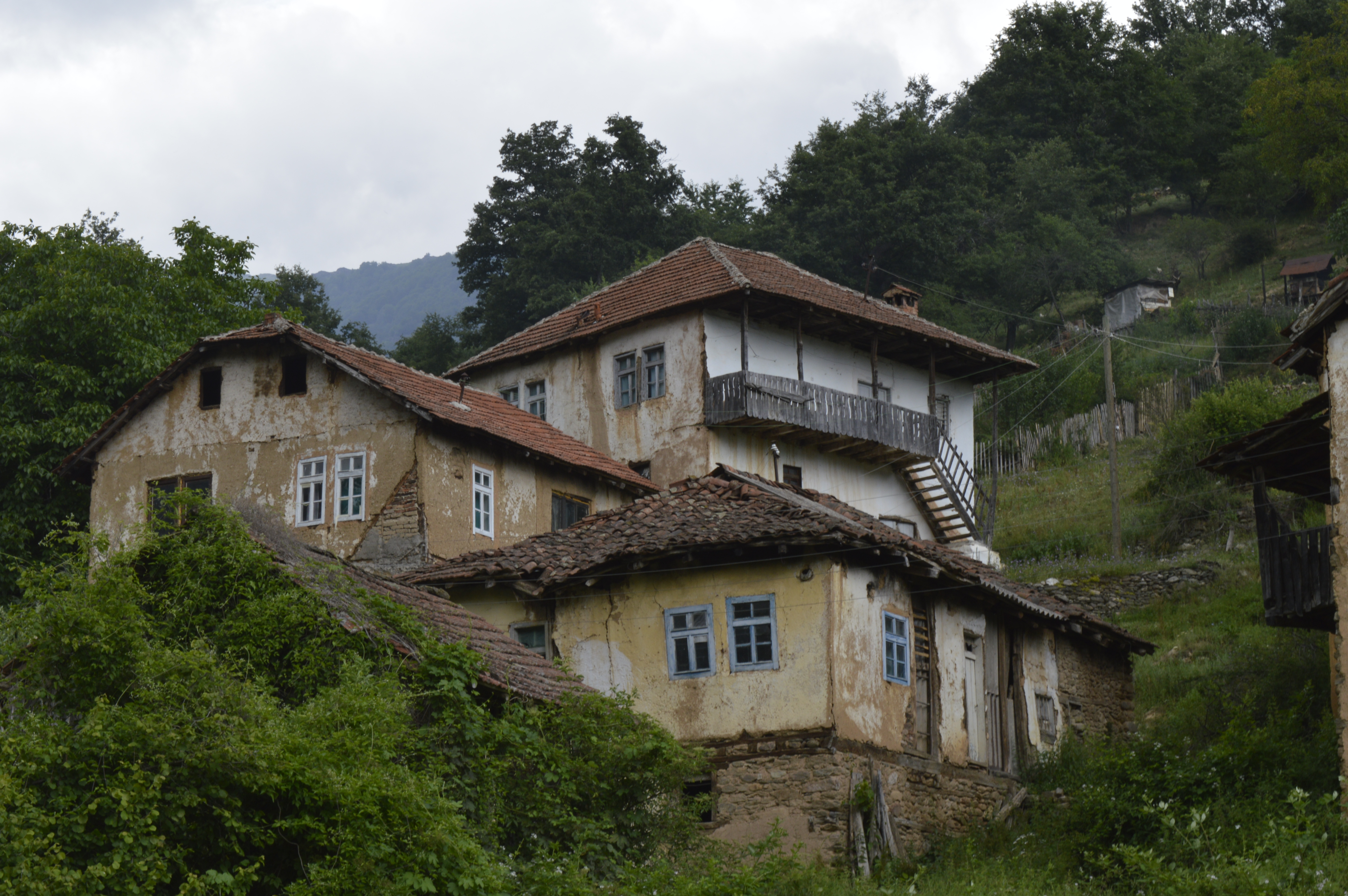
Blick auf die alten Dorfhäuser

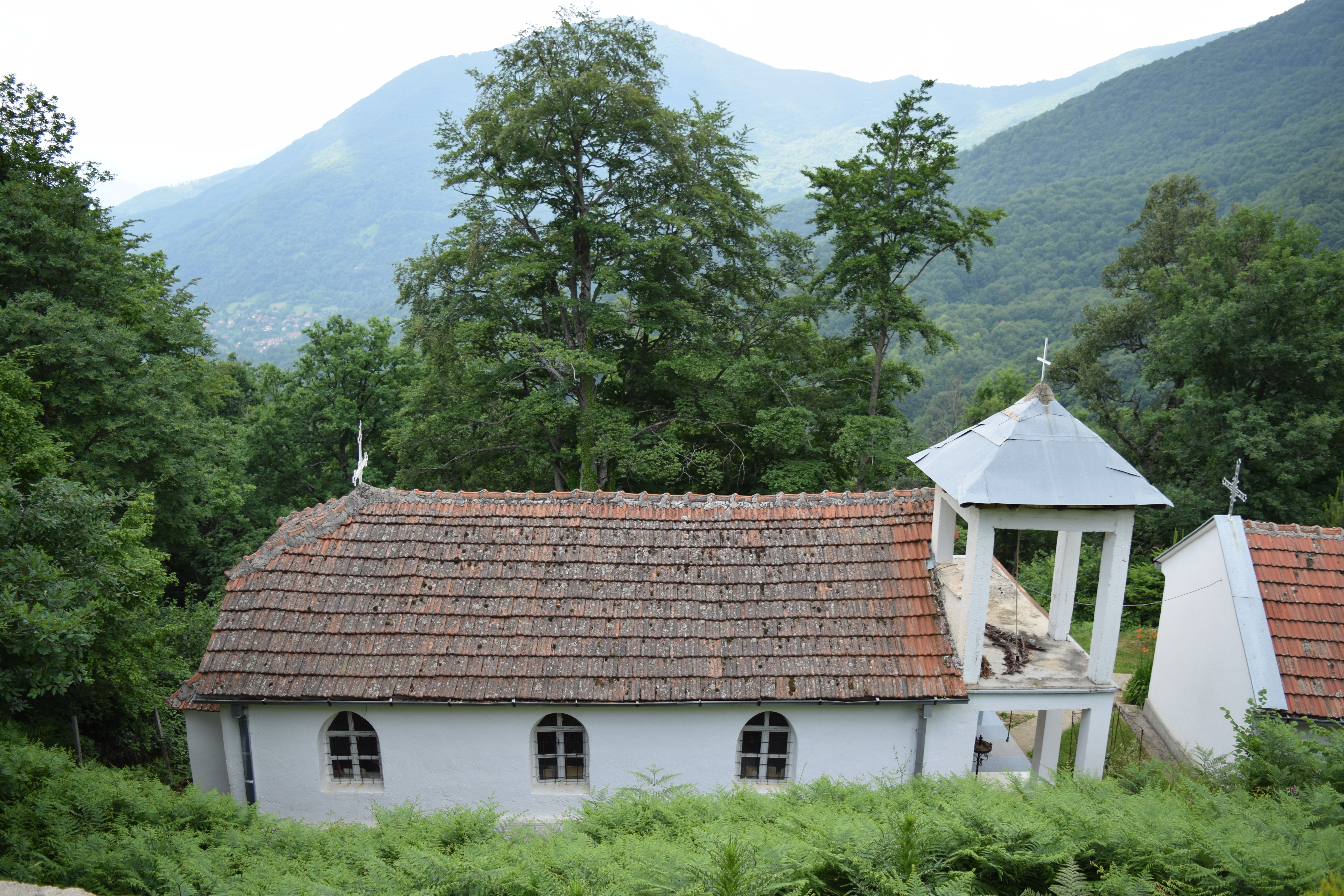
Blick auf das Kloster von Oreše, etwa 3 km nördlich vom Dorf

Oreše wird heute neben dem Nachbardorf Papradište von Mijaken bewohnt, einer kleinen mazedonischen Volksgruppe, die im späten 17. und frühen 18. Jahrhundert aus der Region Reka bei Mavrovo vor häufigen albanischen Raubüberfällen geflohen sind. Ziel solcher Raubüberfälle wurde im Jahre 1884 auch das Dorf Papradište, welches ebenso von albanischen Plünderern ausgeraubt und in Brand gesetzt worden ist.
Im Jahre 1873 zählte das Dorf 40 Familien mit 188 Bulgaren.
Laut der Statistik des Ethnographen Wassil Kantschow zählte Oreše Ende des 19. Jahrhunderts 460 Einwohner, welche sich allesamt als christliche Bulgaren klassifiziert wurden. Seine Bewohner standen zu Beginn des 19. Jahrhunderts unter der Herrschaft des bulgarischen Exarchats – nach den Statistiken des Sekretärs des Exarchats Dimitar Mischew ("La Macedoine et sa Population Chrétienne") im Jahr 1905 lebten in Oreše 584 bulgarische Exarchisten, welche eine bulgarische Grundschule im Dorf besaßen.
Die Region Azot wurde zu Beginn des 20. Jahrhunderts Schauplatz blutiger Kämpfe und Scharmützel zwischen den bulgarischen Komitadschi der Inneren Makedonisch-Adrianopeler Revolutionären Organisation (WMORO) und den serbischen Tschetniks, welche sich teilweise erfolgreich in der Region eingenistet haben.
Laut einem Geheimbericht des bulgarischen Konsulats in Skopje im Jahre 1895 deklarierten sich aufgrund der Gefahr der serbischen Tschetniks 73 der 102 Häuser des Dorfes als serbophil. Nach der Jungtürkischen Revolution kehrten die serbophilen Bewohner zurück zum bulgarischen Exarchat.
Im Mai 1905 erhielt der bulgarische Wojwode (Anführer) der WMORO, Stefan Dimitrow, die Information, dass Grigor Sokolović und seine Tscheta (Gruppe) das Dorf Bogomila in Richtung Gostiražni verlassen würden. Sofort machte sich Dimitrow auf den Weg nach Gostiražni. Während einer Rastpause geriet die Gruppe um Dimitrow bei der Ortschaft Oreški Livadi in einem serbischen Hinterhalt, wo Grigor Sokolović eine von Dimitrows Uhren eroberte und mehrere Salven auf die sitzenden Komitadschi abfeuerte. Stefan Dimitrow starb zusammen mit einem seiner Mitkämpfer. Die serbischen Tschetniks zogen sich schnell zurück, während die WMORO den schweren Verlust ihres Wojwoden Stefan Dimitrow zu beklagen hatte. Er wurde von seinen Mitkämpfern und Dorfbewohnern in Oreše heimlich begraben. Bis zur Ankunft des neuen Wojwoden der WMORO in Veles, Pantscho Konstantinow, hielt man den Tod von Dimitrow geheim, um die Bevölkerung nicht zu demoralisieren.
Am 25. September 1905, gegen 22 Uhr, verließen die bulgarischen Komitadschi um Pantscho Konstantinow und Iwan Naumow Aljabaka zusammen mit denen von Georgi Sugarew das Dorf Papradište in Richtung Oreše. Als sie Oreše näher kamen, war ein scharfes Signal zu hören. Nach einer kurzen Erkundung zogen die kombinierten Gruppen der Wojwoden in das Dorf Oreše ein. Nach einer kurzen Pause blieb die Hälfte der Gruppe zusammen mit dem Wojwoden in der Dorfmitte, während die andere Hälfte in einem Quartier nahe der Ortschaft Staro Crkvište am Ende des Dorfes blieb. Im Morgengrauen belagerten die serbischen Tschetniks um Grigor Sokolović, Jovan Dolgač, und Trenko Rujanoviċ das Dorf Oreše von allen Seiten.
In Staro Crkvište befanden sich die bulgarischen Komitadschi um Pano Arnaudow zusammen mit einer Gruppe von Georgi Sugarew, wo auch das Scharmützel begann. Die serbischen Tschetniks eröffneten dort das Feuer. Die bulgarischen Komitadschi, die in der Dorfmitte blieben durften nicht schießen, um nicht zwischen zwei Feuer zu fallen. Von Staro Crkvište aus leistete die WMORO entschiedenen Widerstand. Mittags trafen osmanische Askerî (Soldaten) aus Bogomila ein und schossen auf die Stellungen der WMORO. Unter den Salven der Komitadschi bei Staro Crkvište kamen Aljabaka und Konstantinow mit ihrer Gruppe aus dem Haus und nahmen geeignetere Positionen ein. Die türkischen Soldaten nahmen auf dem Weg nach Strovje Stellung und schützte sich vor Verlusten. Am Abend griffen die Organisationsabteilungen der WMORO den Feind an und zogen sich in Gruppen zurück. Bei dieser erbitterten Schlacht wurden 4 Komitadschi getötet.
Während des Rückzugs der WMORO wurden drei Rebellen aus Sugarews Gruppe von den serbischen Tschetniks gefangen genommen. Am Abend, den 25. September 1905, positionierten sich die bulgarischen Komitadschi in Papradište neu und stellten fest, dass drei ihrer Mitkämpfer vermisst wurden. Anschließend wurde bei der Vernehmung der Dorfbewohner von Gostiražni festgestellt, dass die Gefangenen grausam gefoltert und gezwungen wurden, ihre eigenen Gräber zu graben. Stefan Hodschata gelang die Flucht, während die anderen beiden Komitadschi Dimitar Simitdschiew und Ilija Panagjurtscheto mehrere Tage lang verschleppt und später in Gostiražni bei Prilep getötet wurden. Während des Rückzugs der serbischen Tschetniks setzten diese vier Dorfhäuser in Brand.

### Unter Königreich Serbien und Jugoslawien
Im Zuge des Balkankrieges im Jahre 1912 meldeten sich 23 Dorfbewohner freiwillig der Makedonisch-Adrianopeler Landwehr, ein Freiwilligenverband der bulgarischen Armee.
1927 führte der Forscher Leonhard Schultze Oreše auf seiner Karte Mazedoniens auf und ordnete es als ein kürzlich serbisiertes Dorf ein. Auf der ethnischen Karte von Nordwestmazedonien im Jahr 1929 markierte der russische Sprachwissenschaftler Afanasij Selischtew Oreše als ein bulgarisches Dorf.
Während des Zweiten Weltkriegs lieferten sich am 4. Dezember 1942 mazedonische Partisanen Gefechte mit den lokalen probulgarischen Milizen und bulgarischen Polizisten.

### Name und Dorflegende

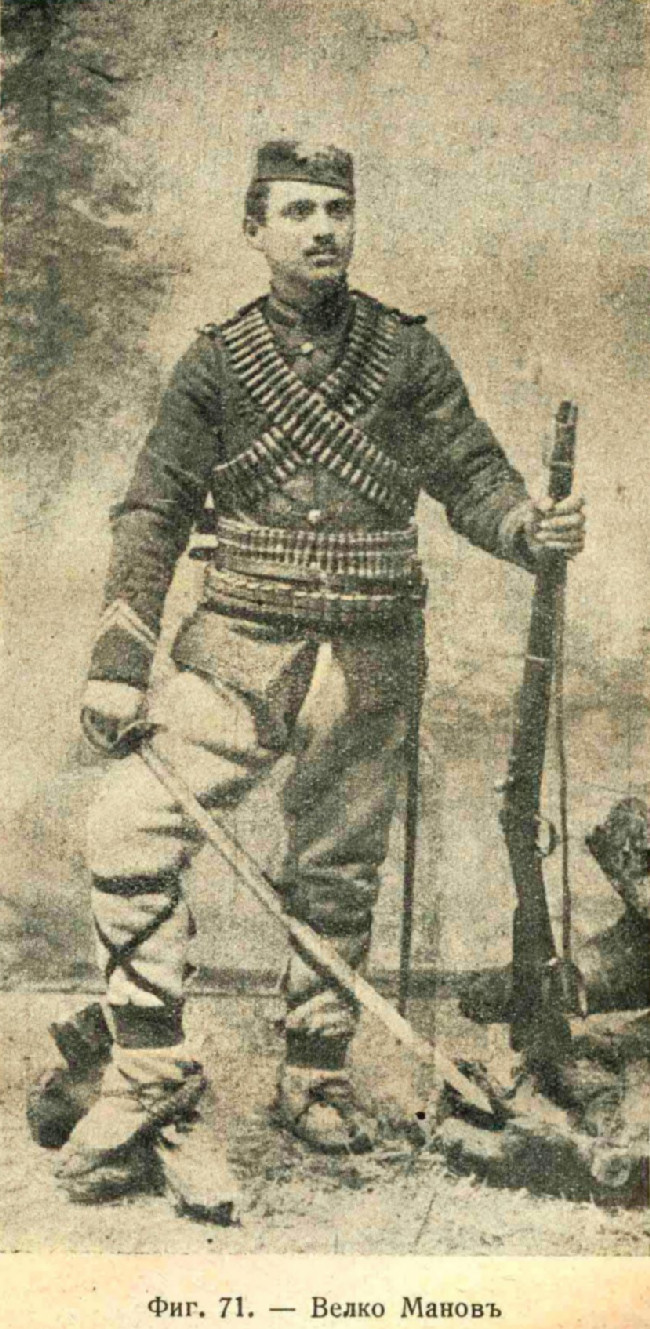
Der in Oreše geborene, bulgarische Wojwode (Anführer) der WMORO, Welko Manow, in Komitadschi-Kleidung

Der Name Oreše leitet sich aus dem slawischen Namen Oreško (mazedonisch Орешко) ab. Der Gründer des Dorfes Oreše ist der von den Dorfbewohnern genannte Großvater Damjan, der im Dorf Rosoki in der Region Debar geboren wurde. Großvater Damjan arbeitete in seinen jungen Jahren in Konstanopel als Gehilfe eines Beys im damaligen Osmanischen Reich. Aufgrund der Erniedrigungen, die er vom Bey widerfahren hat, klaute er aus Rache eine Eigentumsurkunde des Beys und floh schließlich. Großvater Damjan wanderte mit der Eigentumsurkunde lange Zeit umher, ohne in seinem Heimatdorf Rosoki erscheinen zu dürfen, von Dorf zu Dorf, bis er sich schließlich in Kapinovo niederließ im Babuna-Tal, unweit der makedonischen Stadt Veles. In diesem Dorf freundete er sich mit dem Dorfbewohner Stefan an und blieb in seinem Haus. Nach etwa zwei Jahren Aufenthalt bei ihm erkrankte Großvater Damjan schwer und bekam Heimweh. Um seine Krankheit und seinen Heimweh zu heilen, kehrte er schließlich zurück zu seiner Heimat. In Rosoki angekommen, lebte eine Weile bei seinen Eltern und verlobte sich mit einem Dorfmädchen.
Doch auch hier weilte er nicht lange und bekam schließlich Heimweh nach dem Babuna-Tal, wo er sich zuvor niedergelassen hat. Seiner Verlobten sagte er, dass sie nach ihrer Heirat in die sehr schöne Gegend von Babuna, weit weg von ihrem Dorf leben würden. Als die Familie des Mädchens davon erfuhr, wurde ihr bereits verboten, ihren Verlobten zu sehen, und der damals junge Damjan ging allein nach Kapinovo. Drei ganze Jahre lang gehörte er den Heiducken an, bis er bei einem Zusammenstoß mit albanischen Banditen schwer verwundet wurde. Mit Mühe erreichte er das Dorf Kapinovo, wo er dank der freundlichen Fürsorge vom Dorfbewohner Stefan gerettet wurde. Die saubere Bergluft wirkte sich wohltuend auf Großvater Damjan aus und er segnete Gott für dieses Paradies. Als Damjan vollständig genesen war, entschloss er sich schließlich, sich in der Nähe von Kapinovo niederzulassen und obwohl sein Freund Stefan ihn anflehte, zu bleiben und auf seinem Grundstück zu arbeiten, beschloss er, sich eine eigene gemütliche Ecke in der Nähe eines Flusses zu schaffen, dort seine eigene Hütte und Eigentum zu bauen und selbstständig zu arbeiten.
In ihm tauchte der Gedanke auf, in ein neues Dorf zu ziehen – ein charakteristisches Merkmal der Mijaken, die ihren eigenen Platz für ihre Familie anstreben und zusammen mit ihrem Freund Stefan auf die Suche nach dem gelobten Land gingen. Sie gingen um Strovija und Margari herum, aber ihm gefielen die Orte nicht. Auf dem Rückweg über den Berg Dautica, als sie begannen, entlang des Flusses Oreška reka abzusteigen und den Ort erreichten, an dem sich heute das Dorf Oreše befindet, stoppte Damjan aufgrund der erstaunlichen Schönheit. Dort gab es nur einen Schafstall an dem Ort, an dem ein gewisser Oreško war.
Die Freunde blieben stehen, und Damjan war erstaunt über den schönen Berg, der großzügig vom klaren Oreška-Fluss angetrieben wurde. Er beschloss, sich hier niederzulassen und sein eigenes Haus zu bauen. Er mochte diese Ortschaft, dieses kleine Tal, das von allen Seiten von großen Bergen umgeben war, die mit Buchen- und Eichenwäldern bedeckt waren und von einer Vielzahl üppiger Gebirgsbäche bewässert wurden, die das Wasser über die saftigen Bergwiesen streuten. In diesem Tal baute Damjan mit Hilfe von Stefan und dem Jungen Oreško sein Haus. Als er sich sein Traum erfüllte und das Haus errichtete, begann er sich schnell einsam zu fühlen, woraufhin seine Gedanken bei seiner in Rosoki bei Debar gebliebenen Verlobten waren.
Die Familienmitglieder seiner Verlobten hörten von seinen Taten als Heiducken und verlieren in ihrem Haus kein einziges Wort über Damjan. Nachdem ihm die Braut nicht gegeben wurde, betraten Damjan und mehrere andere Heiducken das Dorf Rosoki, entführten die Auserwählte und nahmen sie mit in sein neues Zuhause, wo sie im Dorf Kapinovo heirateten. So brachte der Heiducke Damjan eine Hausfrau aus seinem Heimatdorf mit nach Hause, da er wie bei den Mijaken üblich um jeden Preis die alte Stammestradition beibehalten und ein Mädchen mit Mijaken-Herkunft heiraten wollte.
Nach der Errichtung des neuen Dorfes begann Damjan, seine nahen Verwandten zu überzeugen, sich in seinem Dorf niederzulassen, um nicht allein zu leben. Nach langem Überreden kamen Kitan aus Mogorče in das Dorf, daraufhin mehrere Familien aus den Dörfern der Debar-Region Lazaropole, Gari und Galičnik, die aufgrund der Unterdrückung durch die albanischen Banden aus ihren Heimatdörfern flohen. Als Zeichen der Dankbarkeit für den Jungen Oreško, der den Neuankömmlingen selbstlos half, wurde das neue Dorf von den Mijaken Oreše genannt.
Kurz darauf kam Großvater Čupe, der Vorfahre der Familie Čuparov, aufgrund der Unterdrückung durch die Arnauten mit seiner Familie aus Lazaropole. Nach einem kurzen Aufenthalt im Dorf Oreše mochte er einen anderen Ort, um umzuziehen und ließ sich vier bis fünf Kilometer von Oreše entfernt nieder. Aus dem Dorf Mogorče kam Großvater Mitre, der Vater von Priester Ilija, später Priester im Dorf Papradište, in einem Jahr zählte das neue Dorf bereits ein Dutzend Häuser, die die Siedler aufgrund des Reichtums an Farnen Papradište nannten. Die Besiedlung der Dörfer Oreše und Papradište erfolgte zu Beginn des 17. und Anfang des 18. Jahrhunderts. Diese beiden Dörfer wuchsen nach mehreren Generationen stark und unterschieden sich mit ihrer Besonderheit in Trachten und der Gewohnheiten sowie Bräuchen stark von den Dorfbewohnern in anderen Veles-Dörfern. Die Dorfbewohner von Oreše und Papradište sind stolz auf ihre Mijaken-Herkunft, weil sie meinen, dass ihr alter Stamm in jeder Hinsicht höher steht als die anderen makedonischen Stämme.

## Sehenswürdigkeiten

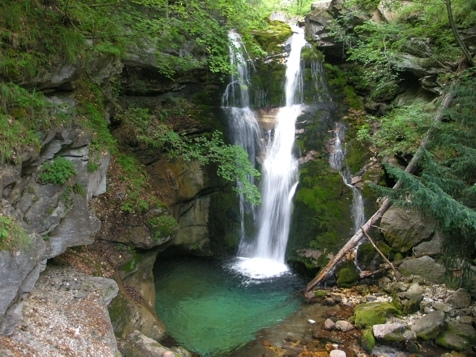
Blick auf den Babuna-Wasserfall

Die wichtigsten Sehenswürdigkeiten sind das Kloster Sveti Georgi, etwa 3 km nördlich von Oreše, sowie der Babuna-Wasserfall nahe dem Dorf. Zudem bestehen nahe Oreše Schutzhütten, von wo aus zahlreiche Wanderer und Bergsteiger zur höchsten Bergspitze Solunska Glava aufsteigen, dem fünfhöchstem Berg Nordmazedoniens.

## Persönlichkeiten
- Andrej Stojanow (? – 1906), bulgarischer Revolutionär (WMORO)
- Welko Manow (1883 – 1905), bulgarischer Revolutionär (WMORO)